# Laniarius brauni
El bubú de Braun (Laniarius brauni) es una especie de ave paseriforme de la familia Malaconotidae endémica de Angola. Su nombre conmemora al naturalista alemán R. H. Braun recolector biológico en el sur de África.
Esta especie se encuentra amenazada por la pérdida de hábitat.

## Distribución y hábitat
Es endémica del noroeste de Angola. Su hábitat natural son los bosques húmedos tropicales.